# سیارک ۷۳۰۴
سیارک ۷۳۰۴ (به انگلیسی: 7304 Namiki، نامگذاری:1994AE2) هفت هزار و سیصد و چهارمین سیارک کشف شده‌است که در ۹ ژانویه ۱۹۹۴ کشف شد.
قدر مطلق سیارک برابر ۱۳٫۳۰ است.